# Svebølle Stadion
Svebølle Stadion er et fodboldstadion i Svebølle, som er hjemsted for byens fodboldklub 2. divisionsklubben Svebølle BI.
55°38′59.98″N 11°17′12.94″Ø / 55.6499944°N 11.2869278°Ø